# 藤間哲郎
藤間 哲郎（ふじま てつろう、1924年12月31日 - 2011年5月19日）は、昭和期の作詞家。

## 経歴
東京府東京市麹町区出身。
1949年からキングレコード専属作詞家になる。デビュー作は小畑実歌唱の「白銀のパラダイス」。
キング時代には代表作「おんな船頭唄」、「東京アンナ」、「別れの波止場」、「男のブルース」などがある。特に、「おんな船頭唄」は、歌手三橋美智也を大成させるキッカケともなった曲である。
1958年、東芝レコードに移籍。東芝レコード時代には、松山恵子の歌声で大ヒットした「お別れ公衆電話」を作詞。その後に古巣のキングレコードに戻り「東京の灯よいつまでも」などを作詞した。
その後は、日本作詩家協会理事長、日本音楽著作権協会監事などを歴任。
2004年、旭日双光章受章。
2011年5月19日、慢性閉塞性肺疾患のため横浜市内の自宅で死去。86歳没。

## 代表曲
- おんな船頭唄（1955年4月）歌：三橋美智也
- 東京アンナ（1955年10月）歌：大津美子
- 別れの波止場（1956年10月）歌：春日八郎
- 男のブルース（1956年12月）歌：三船浩
- お別れ公衆電話（1959年11月）歌：松山恵子
- 北海道函館本線（1961年6月）歌：三橋美智也
- 刀傷松の廊下（1961年11月）歌：真山一郎
- 東京の灯よいつまでも（1964年7月）歌：新川二朗
- 大阿蘇慕情（1969年）歌：三橋美智也
- 一匹狼（1970年5月）歌：千葉真一
- 港町夜話（1974年）歌：春日八郎
- 花恋し人恋し親恋し（1978年）歌：三橋美智也
- 女の酒（1987年1月）歌：秋吉恵美